# Монтефалько
Монтефалько (італ. Montefalco) — муніципалітет в Італії, у регіоні Умбрія,  провінція Перуджа.
Монтефалько розташоване на відстані близько 115 км на північ від Рима, 34 км на південний схід від Перуджі.
Населення — 5710 осіб (2014).

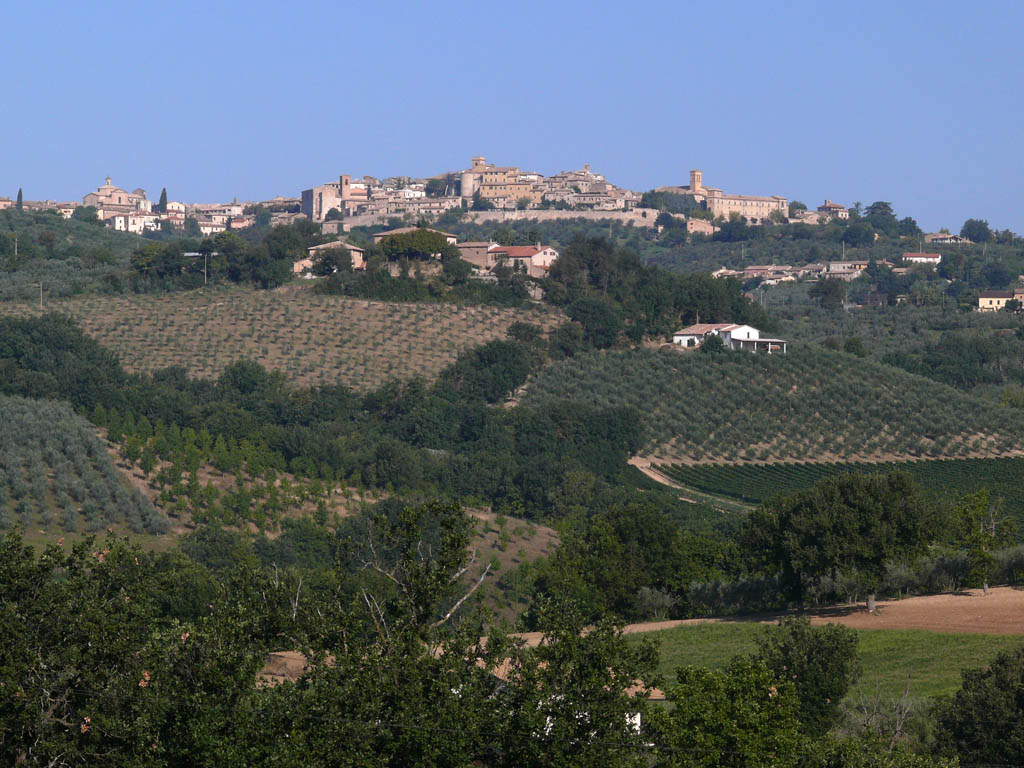

Щорічний фестиваль відбувається 1 червня. Покровитель — San Fortunato.

## Демографія
Населення за роками:

Станом на 1 січня 2023 року в муніципалітеті офіційно проживали 402 іноземці з 42 країн, серед них 122 громадяни країн Євросоюзу та 30 громадян України.

## Клімат
| MONTEFALCO       | Місяці | Місяці | Місяці | Місяці | Місяці | Місяці | Місяці | Місяці | Місяці | Місяці | Місяці | Місяці | Пора | Пора | Пора | Пора | Рік  |
| MONTEFALCO       | Січ    | Лют    | Бер    | Кві    | Тра    | Чер    | Лип    | Сер    | Вер    | Жов    | Лис    | Гру    | Зим  | Вес  | Літ  | Осі  | Рік  |
| ---------------- | ------ | ------ | ------ | ------ | ------ | ------ | ------ | ------ | ------ | ------ | ------ | ------ | ---- | ---- | ---- | ---- | ---- |
| Темп. макс. (°C) | 6.5    | 8.4    | 12.9   | 16.5   | 21.3   | 25.6   | 30.9   | 30.2   | 23.7   | 17.9   | 12.8   | 8.0    | 7.6  | 16.9 | 28.9 | 18.1 | 17.9 |
| Темп. мін. (°C)  | -0.4   | 1.0    | 3.9    | 6.7    | 10.6   | 14.2   | 16.1   | 16.1   | 13.8   | 9.6    | 5.7    | 1.3    | 0.6  | 7.1  | 15.5 | 9.7  | 8.2  |

## Сусідні муніципалітети
- Беванья
- Кастель-Ритальді
- Фоліньйо
- Джано-делл'Умбрія
- Гуальдо-Каттанео
- Треві